# サミー・オフェル・スタジアム
サミー・オフェル・スタジアム（Sammy Ofer Stadium、ヘブライ語: אצטדיון סמי עופר、もしくはハイファ国際スタジアム）は、イスラエルのハイファにある多目的スタジアム。

## 概要
スタジアム名の由来であるサミー・オフェルはイスラエルの海運王とも呼ばれた人物。2014年8月27日に完成。イスラエル・プレミアリーグのマッカビ・ハイファとハポエル・ハイファFCの共同本拠地として使用されている。
またUEFAチャンピオンズリーグではマッカビ・テルアビブのホームゲームが2015-16シーズンで使用される予定。

## 国際試合
| Date           |            | 結果 |                          | 大会                                             | 観衆   |
| -------------- | ---------- | ---- | ------------------------ | ------------------------------------------------ | ------ |
| 2014年11月16日 | イスラエル | 3-0  | ボスニア・ヘルツェゴビナ | UEFA EURO 2016予選                               | 28,300 |
| 2015年3月28日  | イスラエル | 0-3  | ウェールズ               | UEFA EURO 2016予選                               | 30,200 |
| 2015年9月3日   | イスラエル | 4-0  | アンドラ                 | UEFA EURO 2016予選                               | 22,650 |
| 2016年9月5日   | イスラエル | 1-3  | イタリア                 | 2018 FIFAワールドカップ・ヨーロッパ予選グループG | 29,300 |
| 2017年6月11日  | イスラエル | 0-3  | アルバニア               | 2018 FIFAワールドカップ・ヨーロッパ予選グループG | 15,150 |
| 2017年9月2日   | イスラエル | 0-1  | 北マケドニア             | 2018 FIFAワールドカップ・ヨーロッパ予選グループG | 11,350 |
| 2018年10月11日 | イスラエル | 2-1  | スコットランド           | UEFAネーションズリーグ2018-19                    | 10,234 |
| 2019年3月21日  | イスラエル | 1-1  | スロベニア               | UEFA EURO 2020予選                               | 12,430 |
| 2019年3月24日  | イスラエル | 4-2  | オーストリア             | UEFA EURO 2020予選                               | 16,150 |
| 2020年10月11日 | イスラエル | 1-2  | チェコ                   | UEFAネーションズリーグ2020-21                    | 0      |